# Ábú-hegy
Az Ábú-hegy (hindi nyelven: माउंट आबू, angolul: Mount Abu) hegyvidék és egyben Rádzsasztán állam egyetlen hegyi települése, India ÉNy-i részén. A város 1220 méteren fekszik. Lakosainak száma 30 ezer fő volt 2011-ben.
A dzsainák legszentebb zarándokhelye, turistaközpont hegyi üdülőkkel és régészeti hely. 
A település központja a Nakkí-tó, amelyet a rádzsput uralkodók egykori nyári palotái öveznek. Az 1720 m magas hegycsúcson és környékén hindu templomok állnak. A legérdekesebb építészeti látnivalók az öt dzsaina szentélyből álló Dilvára-templomok a település közelében. Ezek közül a Vimál Vaszahi és a Tádzspál-templomok a díszítőművészet szempontjából egyedülállóak. Abu-hegytől mintegy 6 km-re van a sziklából kifaragott Arbuda-templom, illetve 8 km-re van az Acsalgar- (Achalgar-) erőd és templom. 
A hely eredetileg a Siva-kultusz központja volt, majd a 11. századra a dzsainák vallási erősségévé vált. A hagyomány alapján Mahavíra is élt itt egy évig.
| 2011 | 22 943 |

## Megközelítés
Közúton Udaipurtól 150 km-re Ny-ra, Dzsódhpurtól 260 km-re D-re, Ahmadábádtól 200 km-re É-ra található. A legközelebbi vasútállomás, az Abu Road 27 km-re van a településtől.

## Fordítás
Ez a szócikk részben vagy egészben  a   Mount Abu című angol Wikipédia-szócikk fordításán alapul.  Az eredeti cikk szerkesztőit annak laptörténete sorolja fel. Ez a jelzés csupán a megfogalmazás eredetét és a szerzői jogokat jelzi, nem szolgál a cikkben szereplő információk forrásmegjelöléseként.